# Brie-Comte-Robert
Brie-Comte-Robert là một xã trong vùng hành chính Île-de-France, thuộc tỉnh Seine-et-Marne, quận Melun, tổng Brie-Comte-Robert. Tọa độ địa lý của xã là 48° 41' vĩ độ bắc, 02° 36' kinh độ đông. Brie-Comte-Robert nằm trên độ cao trung bình là 105 mét trên mực nước biển. Xã có diện tích 19,93 km², dân số vào thời điểm 1999 là 13.397 người; mật độ dân số là 672 người/km².

## Các thành phố kết nghĩa
- Stadtbergen, Đức
- Bagnolo Mella, Ý
- Olbernhau, Đức

## Dân số
Người dân ở đây được gọi là Briards.
Điều tra dân số năm 1999, xã này có 13.397 người.
| 1962                                                           | 1968  | 1975  | 1982   | 1990   | 1999   | ???? |
| -------------------------------------------------------------- | ----- | ----- | ------ | ------ | ------ | ---- |
| 4 689                                                          | 6 100 | 8 706 | 10 347 | 11 501 | 13 397 | ???? |
| Numbers retained from 1962: Population without double accounts |       |       |        |        |        |      |

Dân số từ tháng 6-2002 đến tháng 3-2007:

## Xem thêm

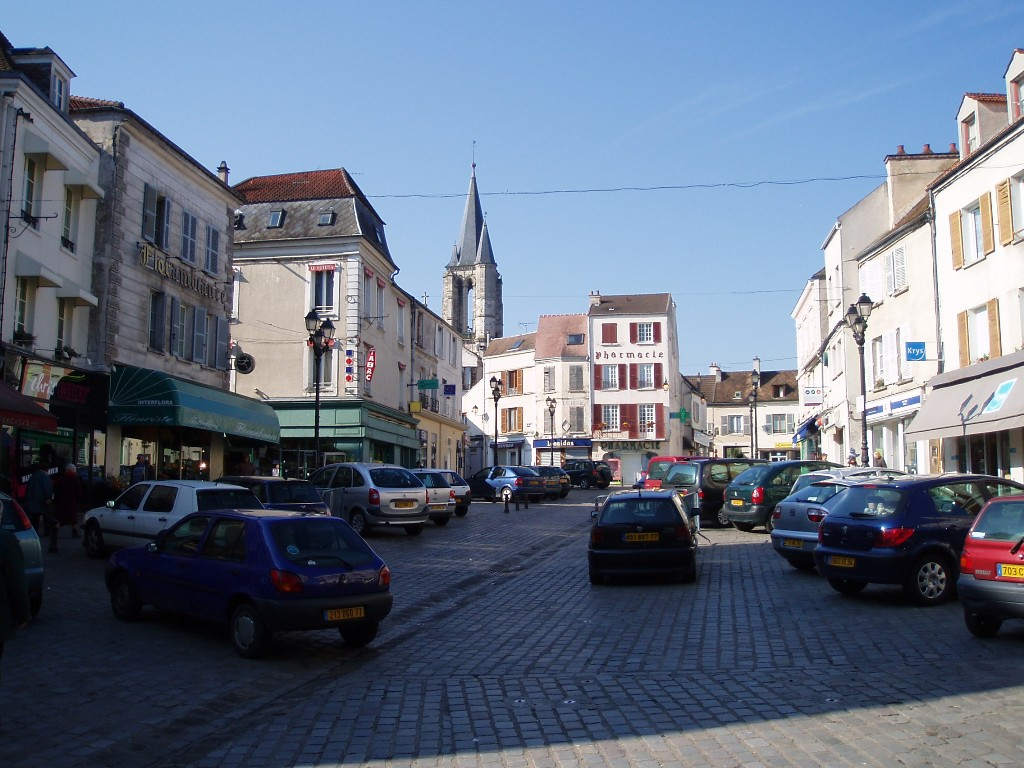
Nơi nhóm chợ

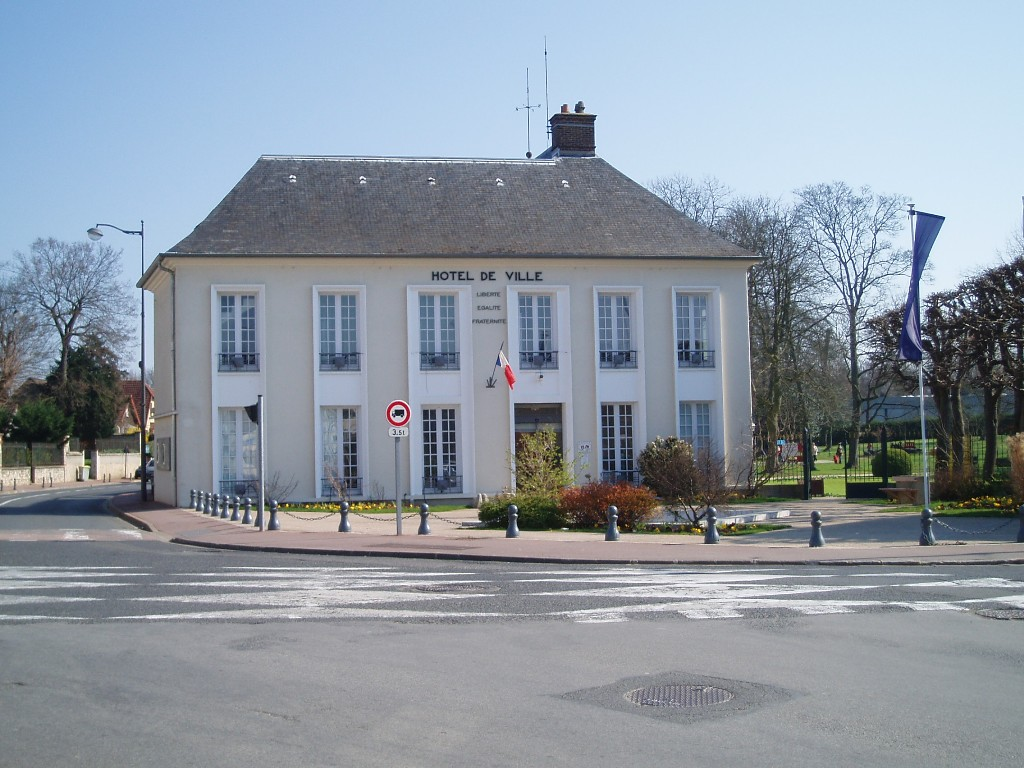
Tòa thị chính